# Заграничная лига русской революционной социал-демократии
Заграничная лига русской революционной социал-демократии — организация, основанная по инициативе В.И. Ленина в октябре 1901 года в Швейцарии. В Лигу вошли заграничный отдел организации «Искры» и революционная организация «Социал-демократ», включавшая в себя группу «Освобождение труда».

## История
II съезд РСДРП утвердил Лигу в качестве единственной заграничной партийной организации. После раскола партии на две фракции (сторонники Мартова — «меньшевики», Ленина — «большевики») началась борьба фракций за влияние. Эта борьба выразилась, прежде всего в том, что меньшевики объявили бойкот центральным учреждениям, выбранным на съезде. Бывшие редакторы старой «Искры» ответили отказом на предложение Ленина сотрудничать в газете и задумали свое особое издание. В то же время меньшевики повели агитацию среди местных комитетов партии, в результате чего несколько южных комитетов выступили с протестами против устранения старой редакции «Искры», требованиями их возвращения в редакцию и прекращения распри. Большевики ответили на это репрессиями. Прежде всего, ЦК долго не давал меньшевикам разрешения на собственные издания, затем, пытаясь уменьшить влияние меньшевиков в Лиге, начали разработку нового устава последней. В ответ меньшевики заявили, что Лига составит свой устав самостоятельно и приступили к созыву съезда Лиги. На состоявшемся съезде, выслушав доклад своего представителя на II съезде партии, Лига вынесла резолюцию о призыве всех партийных работников к борьбе против «бюрократического централизма» большевиков и вынесла порицание Ленину. Присутствовавший на съезде представитель ЦК ответил предъявлением нескольких требований, умаляющих ее права, но Лига не пожелала подчиниться, и тогда представитель ЦК объявил Лигу, ее съезд и постановления незаконными. Одновременно, большевики вели фракционную борьбу на местах. Они усиленно агитировали среди местных комитетов и смогли добиться того, что некоторые комитеты стали присылать резолюции, одобряющие политику ЦК. Такие резолюции поступили от 15 провинциальных комитетов.